# 옥천 곽은 재실
옥천 곽은 재실(沃川 郭垠 齋室)은 충청북도 옥천군 이원면 강청리에 있는 조선시대의 무신 곽은 건축물이다. 2004년 9월 17일 충청북도의 유형문화재 제243호로 지정되었다.

## 개요
곽은(郭垠)의 본관은 선산(善山)이고, 자는 안부(岸夫), 호는 용촌(龍村)이다. 조선 전기의 문신 용촌(龍村) 곽은(郭垠, ?-?)의 묘소를 관리하고 묘제(墓祭)를 지내기 위해 선산곽씨 문중에서 세운 재실건축물이다.
곽은 재실은 이원면 강청리에 위치해 있으며 규모가 51.6m2이고 조선중기인 16세기 중엽에 세워진 것으로 선산곽씨 웃생원기공파종중에서 관리하고 있다.
용촌 곽은 재실은 16세기 중엽에 건립되어 비교적 원형을 잘 유지하고 있고 건축형식이 재실로서의 요소를 갖추고 있으며 조선시대의 치목기법(나무를 다듬는 기법)이 잘 나타나 있어 유교가 중심이 되었던 조선 재실 건축자료로서 보존할 가치가 있다.

## 참고 자료
- 옥천 곽은 재실 - 국가유산청 국가유산포털

1. ↑  한국민족문화대백과사전